# Gbongaha
Gbongaha est une ville du nord-ouest de la Côte d'Ivoire dans la région du Kabadougou (Odienné), en Afrique de l'ouest. C'est une sous-préfecture du département de Séguélon, dans la région du Kabadougou. Grande zone de production d'acajou (Anacarde), la localité dispose d'énormes potentialités touristiques peu exploitées.

En 2014, la population de la ville s'élève à 10 407 habitants

## Présentation
Gbongaha, ville située au nord-ouest  de la Côte d'Ivoire, est une Sous-préfecture du département de Séguélon rattachée à la région du Kabadougou (Odienné).
La population essentiellement  Senoufos et Malinkés pratique l'agriculture, l'élevage et le commerce.  La sous-préfecture de Gbongaha comporte six (06) gros villages. Sa première école primaire date de 1969, tandis que le centre de santé rural (dispensaire) a été construit en 1986. La ville dispose d'un établissement secondaire public qui a accueilli ses premiers élèves en 2017. Sa population, très hospitalière, est dominée par les agriculteurs. En 1996, le plus gros producteur de noix de cajou en Côte d'ivoire était un habitant de Gbongaha du nom de Issa Touré. La Sous-Préfecture de Gbongaha est la principale zone de production de noix de Cajou (Anacarde) dans la région du kabadougou. On y trouve aussi des forgerons (Traoré et Keïta).